# Bostanbaşı, Yeşilyurt
Bostanbaşı là một thị trấn thuộc huyện Yeşilyurt, tỉnh Malatya, Thổ Nhĩ Kỳ. Dân số thời điểm năm 2011 là 8.7 người.